# Jamal Musiala
Jamal Musiala, född 26 februari 2003 i Stuttgart, är en tysk fotbollsspelare som spelar för Bayern München. Han spelar huvudsakligen som offensiv mittfältare. Han började spela fotboll i tyska klubben TSV Lehnerz innan familjen flyttade till England. Musiala tillbringade ungefär åtta år i Chelsea innan han flyttade till Bayern München sommaren 2019. Där spelade han först i klubbens ungdomslag, sedan för amatörlaget i 3. Liga och nuförtiden regelbundet för Bundesligalaget. Den 24 februari 2021 bestämde sig Jamal Musiala för att representera det tyska landslaget.

## Karriär

### Klubbar
Jamal Musiala föddes i Stuttgart som son till en tysk mor, hans far kommer från Nigeria. På grund av sin mors studier flyttade familjen till Fulda i östra Hessen när Musiala fortfarande var ett litet barn. Knappt innan han fyllde fem år började han 2008 spela klubbfotboll vid TSV Lehnerz i nordöstra Fulda. Där ansågs han redan från början vara en exceptionell talang. Hans dåvarande tränare, Branko Milenkovski, har sagt att Musiala alltid var före sina jämnåriga lagkamrater och därför alltid spelade med en äldre åldersgrupp.
Jamal var sju år gammal när familjen återigen flyttade hösten 2010. Anledningen var att Musialas mamma skulle studera utomlands i staden Southampton i södra England. Efter att ursprungligen misslyckat med att hitta en klubb, deltog han vid ett semesterläger och observerades av scouter från Southampton FC, som erbjöd Musiala en plats vid deras ungdomsakademi. Eftersom sjuåringen också regelbundet gjorde poäng för sitt lag vid lokala matcher, växtes intresse från bland annat Chelsea. Efter att Musialas mor avslutat terminen utomlands, återvände familjen ursprungligen till Fulda för att sedan permanent flytta till England under våren och acceptera erbjudandet från de regerande engelska mästarna.
Efter att den nu åtta år gamla spelaren såg A-lagets 1–0-hemmaseger mot tabelljumbon Wigan Athletic på Stamford Bridge och själv gjort fyra mål i sin första match för sin nya klubb blev han snabbt en självklar del i Chelseas ungdomslag. Under de följande åren gick Musiala igenom de olika ungdomslagen i klubben. Han kallades även upp till det engelska U15-landslaget vid tretton års ålder. Vid 15 års ålder gjorde han sitt första framträdande i U18 Premier League. Personliga skäl och närmande Brexit var de främsta anledningarna till att den nu 16-årige spelaren ville lämna Storbritannien med sin mor och syskon sommaren 2019. Det fanns flera förfrågningar från klubbar över hela Europa, och valet föll på FC Bayern München.
Där behövde Musiala först vänta på tillstånd för att få spela och missade därför U17-lagets fyra första speldagar i U17-Bundesliga. Laget, tränad av världsmästaren Miroslav Klose, började säsongen svagt utan Musiala. I slutet av augusti gjorde den offensiva mittfältaren sitt första framträdande för sin nya förening. Han gjorde 1–0-målet mot nyligen uppflyttade SC Freiburg, slutresultatet i matchen var 4–1. I de följande fem segrande matcherna gjorde han fyra mål, ännu en gång i november, innan han redan i december flyttades upp till U19-laget i U19-Bundesliga och spelade även två gånger i Uefa Youth League, där laget dock redan åkte ut i åttondelsfinalen mot Dinamo Zagreb. I februari tränades han för första gången av Hansi Flick tillsammans med Bundesligalaget, men fortsatte att spela för U19-laget. För dem spelade han totalt åtta gånger, utan att göra mål, innan säsongen avbröts i mars 2020 på grund av coronapandemin.
I tredje divisionen, återupptogs dock säsongen från slutet av maj med matcher inför tomma läktare och den nu 17-årige Musiala byttes flera gånger in för FC Bayern II. I sin tredje match gjorde han båda målen i en 2–0-seger mot FSV Zwickau. Strax därefter gjorde den offensiva spelaren sin debut i första laget när han byttes in i slutminuterna av Bundesliga hemmamatchen mot SC Freiburg. Med 17 år och 115 dagar blev han Bayerns yngsta debutant i Bundesliga. Totalt spelade han den såsongen åtta matcher för amatörlaget, två av dem i startelvan, och blev tredjedivisionsmästare med laget. Säsongen var dock inte över för FC Bayerns A-lag, då Champions League-säsongen, som avbröts på våren, fortsatte i början av augusti med returmötet i åttondelsfinalen mot Chelsea, där han satt på bänken. Matchen vanns med 4–1, så Bayern kvalificerade sig till finalturneringen i Lissabon. Även där var Musiala på plats. Han var en del av matchdagstruppen i kvartsfinalen mot FC Barcelona, men användes inte mer i tävlingen som FC Bayern segrade i.
Inför säsongen 2020/21 flyttades Musiala, som kunde spela i U19 i ytterligare två år, upp till A-laget. I Bundesliga-inledningsmatchen mot FC Schalke 04 byttes han in i slutfasen, gjorde det sista målet i 8–0-segern och blev med 17 år och 205 dagar den yngsta Bundesliga-målskytten i FC Bayerns historia. Han ersatte Roque Santa Cruz, som gjorde sitt första Bundesligamål för München i augusti 1999 vid 18 års ålder. Den följande tiden fick han upprepande gånger speltid i A-laget, flera gånger från början och var också framgångsrik som målskytt. Musiala blev den näst yngste spelaren att göra mål i en Uefa Champions League utslags match när han gjorde 0–2-målet mot Lazio. Musiala var 17 år och 363 dagar när målet gjordes. 

### Landslaget
Sin första match för ett landslag spelade Jamal Musiala när han som 13 år i december 2016 blev inbytt för det engelska U15-landslaget mot Turkiet och sköt målet till 5–1, som även blev slutresultatet. Ytterligare en match för U15-landslaget kom två dagar senare, den tredje först ett år senare, då den dåvarande 14-åringen gjorde alla tre målen i en 3–1-seger mot Nederländerna. Sommaren 2018 spelade han en match för det engelska U16-laget, men var inte med i truppen i efterföljande matcher. Eftersom Musiala, genom sitt dubbla medborgarskap, även är kvalificerad att spela för Tyskland som minderårig, spelade han två matcher för det tyska U16-laget i Saarbrücken och Pirmasens i oktober samma år. Redan samma månad återvände han dock till det engelska U16-landslaget, spelade en turnering med laget i Frankrike och spelade totalt nio matcher för det brittiska U16-laget till och med april 2019, där han även gjorde tre mål. Från september 2019 till februari 2020 spelade Musiala för Englands U17-landslag med två mål i nio matcher, och i november 2020, 17 år gammal, gjorde han sina första matcher för Englands U21-landslag.
I november 2022 blev Musiala uttagen i Tysklands trupp till VM 2022.